# تپه صحرا ۲
تپه صحرا ۲ مربوط به سده‌های میانی دوران‌های تاریخی پس از اسلام است و در شهرستان کوهدشت، بخش طرهان، ۵۰۰ متری جنوب شهر گراب واقع شده و این اثر در تاریخ ۲۲ اسفند ۱۳۸۵ با شمارهٔ ثبت ۱۸۲۰۸ به‌عنوان یکی از آثار ملی ایران به ثبت رسیده است.